# Venušina sopka
Venušina sopka (643 m) je vyhaslá čtvrtohorní sopka nad obcí Mezina, jižně od Bruntálu. Na vrcholu je plochý kráter a boční krátery s lávovými jeskyněmi. Sopečnou činnost zde připomíná pouze červenohnědé zbarvení půdy. Dva lávové proudy míří severovýchodním směrem. Její vrch byl v minulosti zničen těžbou popelovin. Geologicky je sopka tvořena výlevnými horninami z nichž má největší zastoupení čedič čili bazalt, které jsou pokryty sopečnými vyvrženinami charakteru tufů a tufitů s výskyty tzv. „sopečných pum“. Venušina sopka je známá i mineralogicky, neboť se v čediči hojně nachází zelený nerost olivín.

## Po Bruntálských sopkách
Již několik desítek let místní klub turistů v Bruntále pořádá na jaře (poslední dubnová sobota) turistickou akci, nazvanou „Po sopkách Bruntálska“. Nejkratší trasa vede na Uhlířský vrch (7 km), Venušinu sopku (17 km), dále na okolo Slezské Harty (25 km), Velký Roudný (50 km) a nejdelší trasa měří 50 km. Na tyto trasy také navazuje cyklistický závod Memoriál Petra Hábla.